# Bezirk Orbe
Der Bezirk Orbe (französisch District d’Orbe) war bis zum 31. August 2006 eine Verwaltungseinheit im Kanton Waadt in der Schweiz. Hauptort war Orbe. Der Bezirk war in die vier Kreise (französisch cercles) Romainmôtier-Envy, Vallorbe, Orbe und Baulmes aufgeteilt. 
Der Bezirk bestand aus 25 Gemeinden, war 209,88 km² gross und zählte 20'281 Einwohner (Ende 2006).
| Name der Gemeinde       | Einwohner (31. Dez. 2006) | Fläche in km² | Einw. pro km² | Kreis (Cercle)    |
| ----------------------- | ------------------------- | ------------- | ------------- | ----------------- |
| Baulmes                 | 959                       | 22,50         | 43            | Baulmes           |
| L'Abergement            | 247                       | 5,79          | 43            | Baulmes           |
| Lignerolle              | 390                       | 10,64         | 37            | Baulmes           |
| Rances                  | 439                       | 9,83          | 45            | Baulmes           |
| Sergey                  | 121                       | 1,46          | 83            | Baulmes           |
| Valeyres-sous-Rances    | 468                       | 6,34          | 74            | Baulmes           |
| Vuiteboeuf              | 470                       | 5,06          | 93            | Baulmes           |
| Bavois                  | 695                       | 9,35          | 74            | Orbe              |
| Chavornay               | 3'185                     | 11,07         | 288           | Orbe              |
| Corcelles-sur-Chavornay | 314                       | 5,49          | 57            | Orbe              |
| Montcherand             | 412                       | 3,07          | 134           | Orbe              |
| Orbe                    | 5'388                     | 12,05         | 447           | Orbe              |
| Agiez                   | 235                       | 5,46          | 43            | Romainmôtier-Envy |
| Arnex-sur-Orbe          | 552                       | 7,62          | 72            | Romainmôtier-Envy |
| Bofflens                | 171                       | 4,21          | 41            | Romainmôtier-Envy |
| Bretonnières            | 202                       | 5,45          | 37            | Romainmôtier-Envy |
| Croy                    | 303                       | 4,48          | 68            | Romainmôtier-Envy |
| Juriens                 | 269                       | 9,35          | 29            | Romainmôtier-Envy |
| La Praz                 | 153                       | 5,12          | 30            | Romainmôtier-Envy |
| Les Clées               | 160                       | 7,04          | 23            | Romainmôtier-Envy |
| Premier                 | 198                       | 6,12          | 32            | Romainmôtier-Envy |
| Romainmôtier-Envy       | 454                       | 6,98          | 65            | Romainmôtier-Envy |
| Ballaigues              | 892                       | 9,06          | 98            | Vallorbe          |
| Vallorbe                | 3'138                     | 23,19         | 135           | Vallorbe          |
| Vaulion                 | 466                       | 13,15         | 35            | Vallorbe          |
| Bezirk Orbe (25)        | 20'281                    | 209,88        | 97            | (4)               |

## Veränderungen im Gemeindebestand

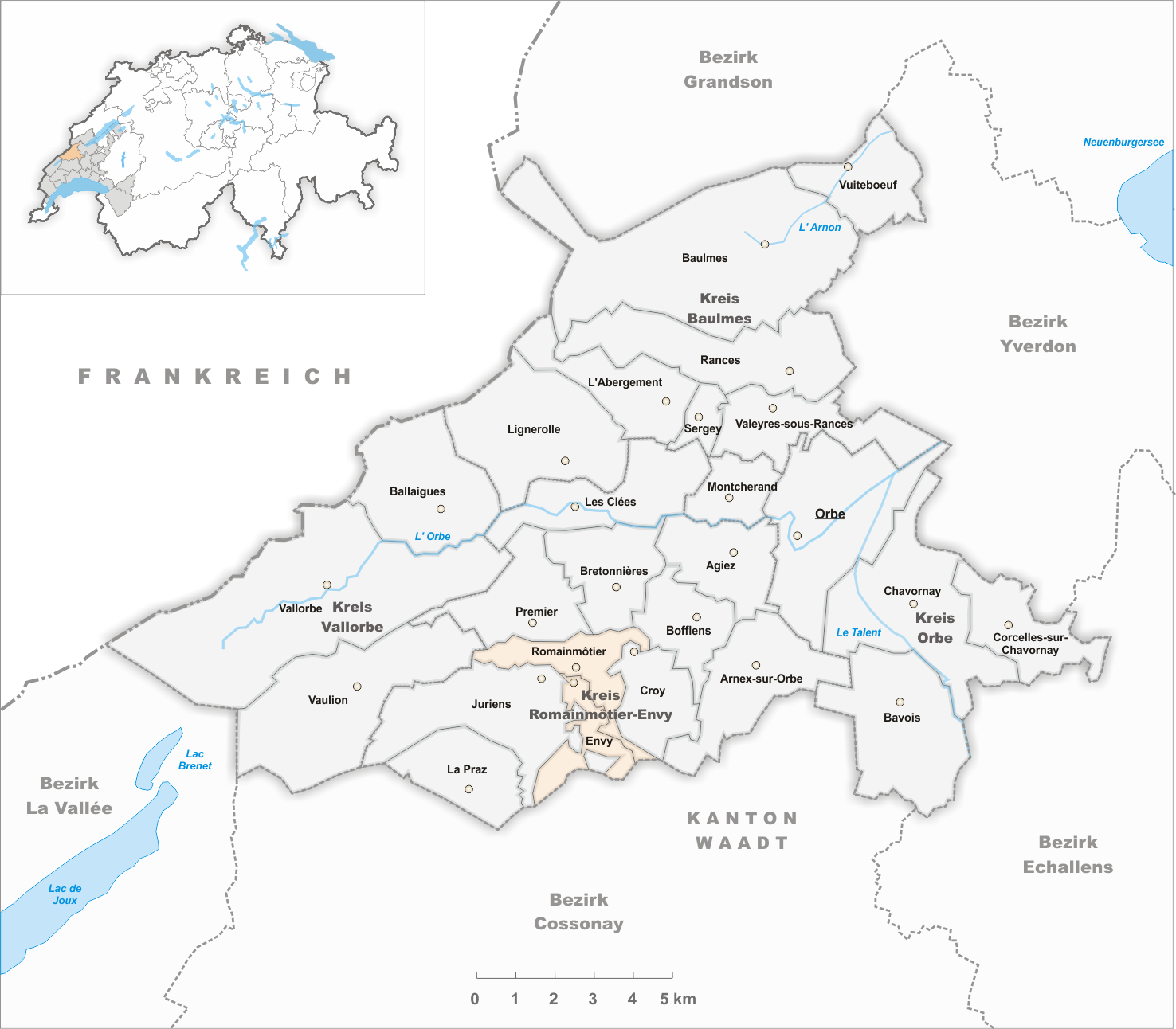
Gemeinden bis 1969
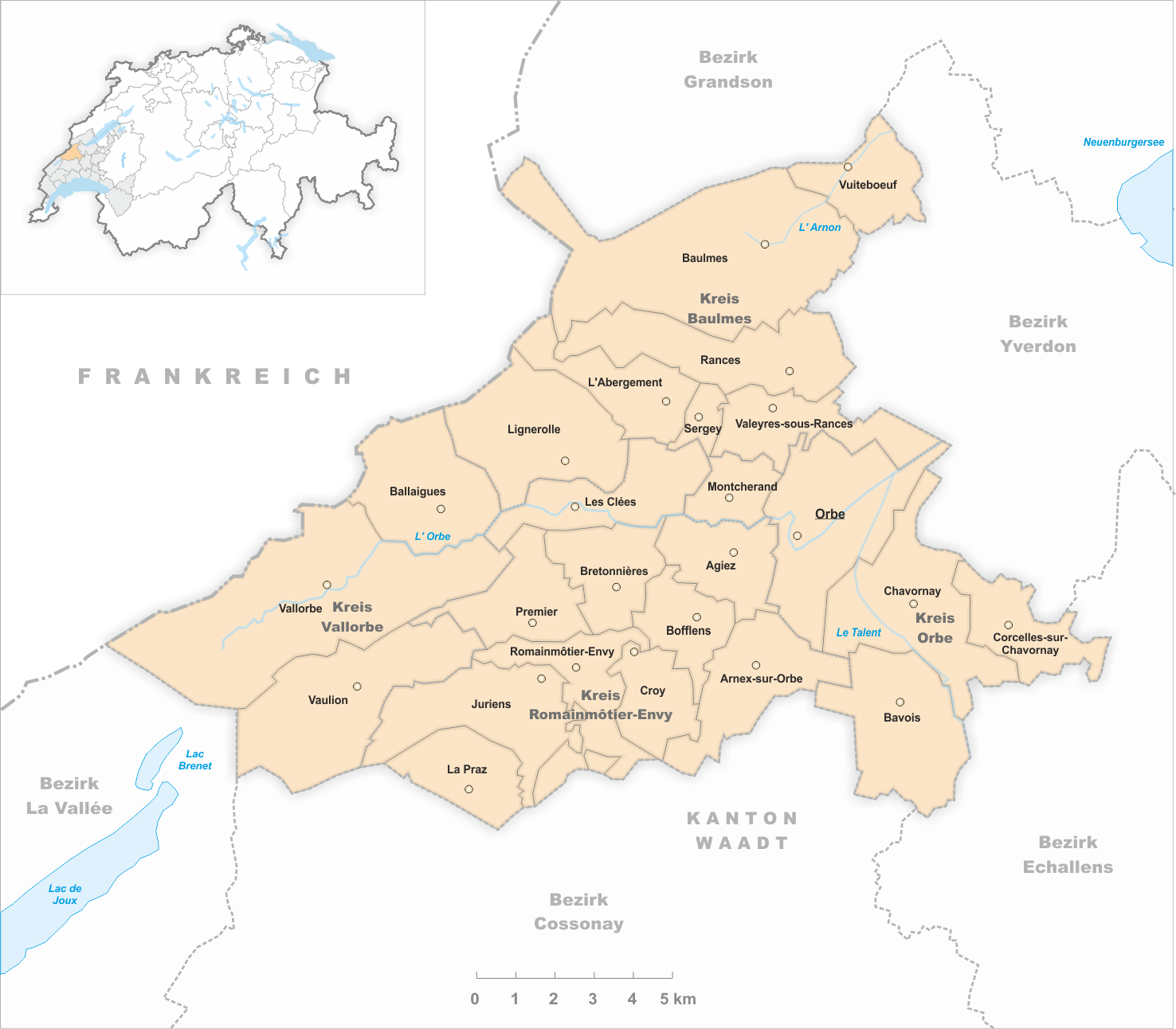
Gemeinden bis 2006

- 1. Januar 1970: Fusion Envy und Romainmôtier → Romainmôtier-Envy
- 1. September 2006: Bezirkswechsel aller Gemeinden des Bezirks Orbe → Bezirk Jura-Nord vaudois